# Bosenheim

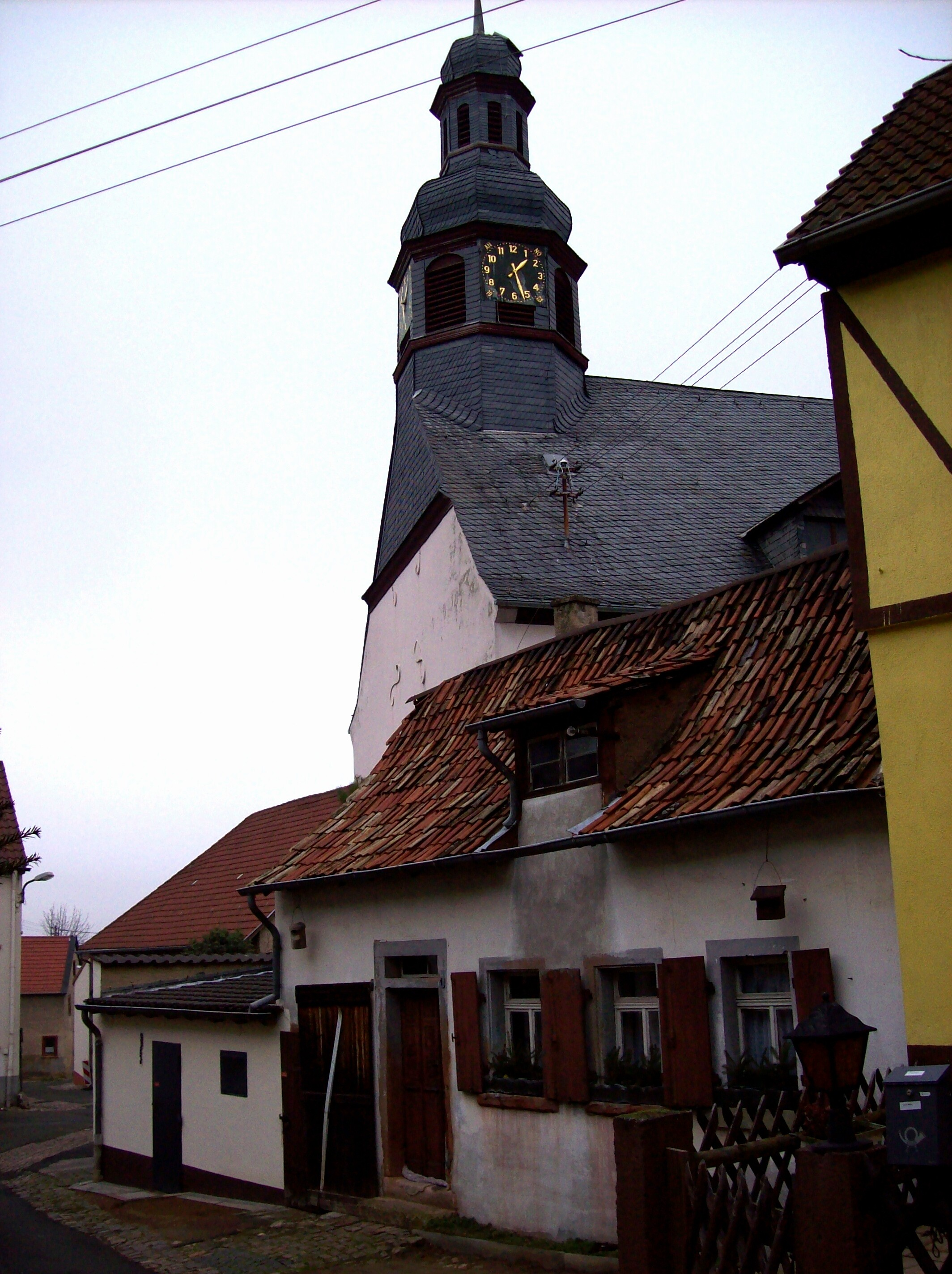
Evangelische Kirche Bosenheim

Der Weinort Bosenheim ist ein Stadtteil von Bad Kreuznach in Rheinland-Pfalz.

## Geographie
Die höchste Erhebung in der Gemarkung ist der Bosenberg mit ca. 220 m ü. NHN.
Nachbarorte sind der Stadtteil Planig sowie die selbständigen Gemeinden Pfaffen-Schwabenheim, Biebelsheim, Volxheim und Hackenheim sowie die eigentliche Stadt Bad Kreuznach.

## Geschichte
Der Ort Bosenheim entstand wahrscheinlich zur Zeit der Fränkischen Landnahme. In einer Lorscher Schenkungsurkunde aus dem Jahr 782 wurde u. a. der Ort „Bosinesheim“ genannt, der vom Historiker Heinrich Eduard Scriba als erste urkundliche Erwähnung Bosenheims bezeichnet wurde. Die erste gesicherte Nennung des Ortes datiert aus dem Jahr 1124, als der Erzbischof von Mainz die Schenkung einer Kirche an Bosenheim durch die Grafen von Sponheim beurkundete. 
Nach dem Aussterben der Sponheimer im 15. Jahrhundert wurde Bosenheim zwischen mehreren Herrschaften geteilt, bis es infolge der Koalitionskriege zuerst 1798 an Frankreich und nach dem Wiener Kongress (1815) an das Großherzogtum Hessen fiel.
Bosenheim lag von 1912 bis 1953 an der schmalspurigen Überlandstraßenbahn Bad Kreuznach–St. Johann. Omnibusse lösten deren Verkehr ab.
Am 7. Juni 1969 gab das Dorf die „Selbstverwaltung als Gemeinde“ wegen der Verwaltungsreform in Rheinland-Pfalz an die Stadt Bad Kreuznach ab, wurde so Stadtteil mit eigenem Ortsbeirat und Ortsvorsteher. Zuvor war das Dorf Teil des Landkreises Bingen in Rheinhessen, wechselte im Zuge der Reform in den Landkreis Bad Kreuznach.
Ortsvorsteher ist zurzeit Volker Hertel (Liste Faires Bad Kreuznach). Bosenheim hat mit dem „TuS 1886 Bosenheim“ einen Sportverein mit eigenem Sportplatz und besitzt als einziger der Bad Kreuznacher Stadtteile ein eigenes Schwimmbad, das von der Stadt unterhalten wird.

## Politik
Bosenheim ist als Ortsbezirk ausgewiesen und wird von einem Ortsbeirat und einen Ortsvorsteher politisch vertreten.

### Ortsbeirat
Der Ortsbeirat besteht aus elf Ortsbeiratsmitgliedern, die bei der Kommunalwahl am 9. Juni 2024 in einer personalisierten Verhältniswahl gewählt wurden, und dem ehrenamtlichen Ortsvorsteher als Vorsitzendem.
Die Sitzverteilung im gewählten Ortsbeirat:
| Wahl | SPD | CDU | FDP | LFBK | Gesamt   |
| ---- | --- | --- | --- | ---- | -------- |
| 2024 | –   | –   | 4   | 7    | 11 Sitze |
| 2019 | 3   | 2   | 1   | 5    | 11 Sitze |
| 2014 | 3   | 2   | –   | 6    | 11 Sitze |

- LFBK = Liste Faires Bad Kreuznach e. V.

### Ortsvorsteher
Markus Später (parteilos, unterstützt von der Liste Faires Bad Kreuznach) wurde am 22. August 2024 Ortsvorsteher von Bosenheim. Bei der Direktwahl am 9. Juni 2024 war er als einziger Bewerber mit einem Stimmenanteil von 86,6 % für fünf Jahre gewählt worden.
Späters Vorgänger Volker Hertel (Liste Faires Bad Kreuznach) übte das Amt 15 Jahre aus und kandidierte bei der Wahl 2024 nicht für eine vierte Amtszeit.

## Persönlichkeiten
- Joseph Görz (1810–1900), Politiker und Reichstagsabgeordneter
- Karl Sack (1896–1945), Jurist und Widerstandskämpfer gegen den Nationalsozialismus